# Axamer Bach
Der Axamer Bach, früher Wildenbach genannt, ist ein 11 km langer rechter Zufluss des Inn in Tirol.

## Verlauf
Der Axamer Bach entspringt in der Axamer Lizum in einer Höhe von rund 1640 m ü. A. und fließt in nördlicher Richtung, bis er den Talboden der Lizum erreicht. Unterwegs nimmt er von links den Grubenbach und von rechts den Halslbach und den Slalombach auf. Unterhalb der Lizum durchfließt ein rund 3,5 km langes Kerbtal (Axamer Tal). Hier münden viele Zubringer von beiden Seiten ein, die wichtigsten sind das Warmbachl und das Garaggabachl von rechts. Südlich von Axams erreicht er die Terrasse des Mittelgebirges, wo er einen Schwemmkegel aufgeschüttet hat, auf dem der alte Ortskern von Axams liegt. Unterhalb davon hat er sich in den Mittelgebirgsboden eingegraben und verläuft Richtung Nordosten durch das Nasse Tal ins Inntal. Dort durchquert er Völs und mündet von rechts in den Inn.
Das Gefälle beträgt oberhalb der Lizum rund 30 %, im Tal oberhalb von Axams recht einheitlich 16 %, anschließend nimmt es kontinuierlich ab und liegt bei der Mündung bei rund 2 %.

## Einzugsgebiet
Der Axamer Bach entwässert die Lizum, Teile des westlichen Mittelgebirges und das Nasse Tal. Sein Einzugsgebiet beträgt 25,6 km², der höchste Punkt darin ist die Marchreisenspitze mit 2620 m ü. A.
Zwischen der Lizum und Axams ist das Einzugsgebiet mit fast reinen Fichtenbeständen bewaldet, bis zur Waldgrenze bei rund 1800 bis 1900 m finden sich Lärchen, Fichten und Zirben, oberhalb alpine Gras- und Zwergstrauchheiden.

## Hochwasser und Verbauung
Das Einzugsgebiet des Axamer Bachs liegt im Luv von Nordwestströmungen, die über den Seefelder Sattel ins Inntal gelangen und vor den Kalkkögeln abregnen, was zu großen Niederschlagsintensitäten und damit wiederum zu Hochwasser und Vermurungen durch den Bach führen können. Immer wieder wurden in der Vergangenheit Häuser zerstört und Felder verwüstet. 1974 wurde der Bach im Ortsgebiet von Axams kanalartig verbaut, 1981 wurde am Schluchtausgang oberhalb von Axams eine Geschiebesperre errichtet. Bei einem der folgenschwersten Murbrüche kam es am 4. Juli 1983 unterhalb der Sperre zu starker Erosion und Vermurung des Ortskerns, rund 50 Häuser wurden zum Teil schwer beschädigt. Im darauffolgenden Jahr wurde auch der Abschnitt zwischen Geschiebesperre und Ort reguliert.

## Wirtschaftliche Nutzung

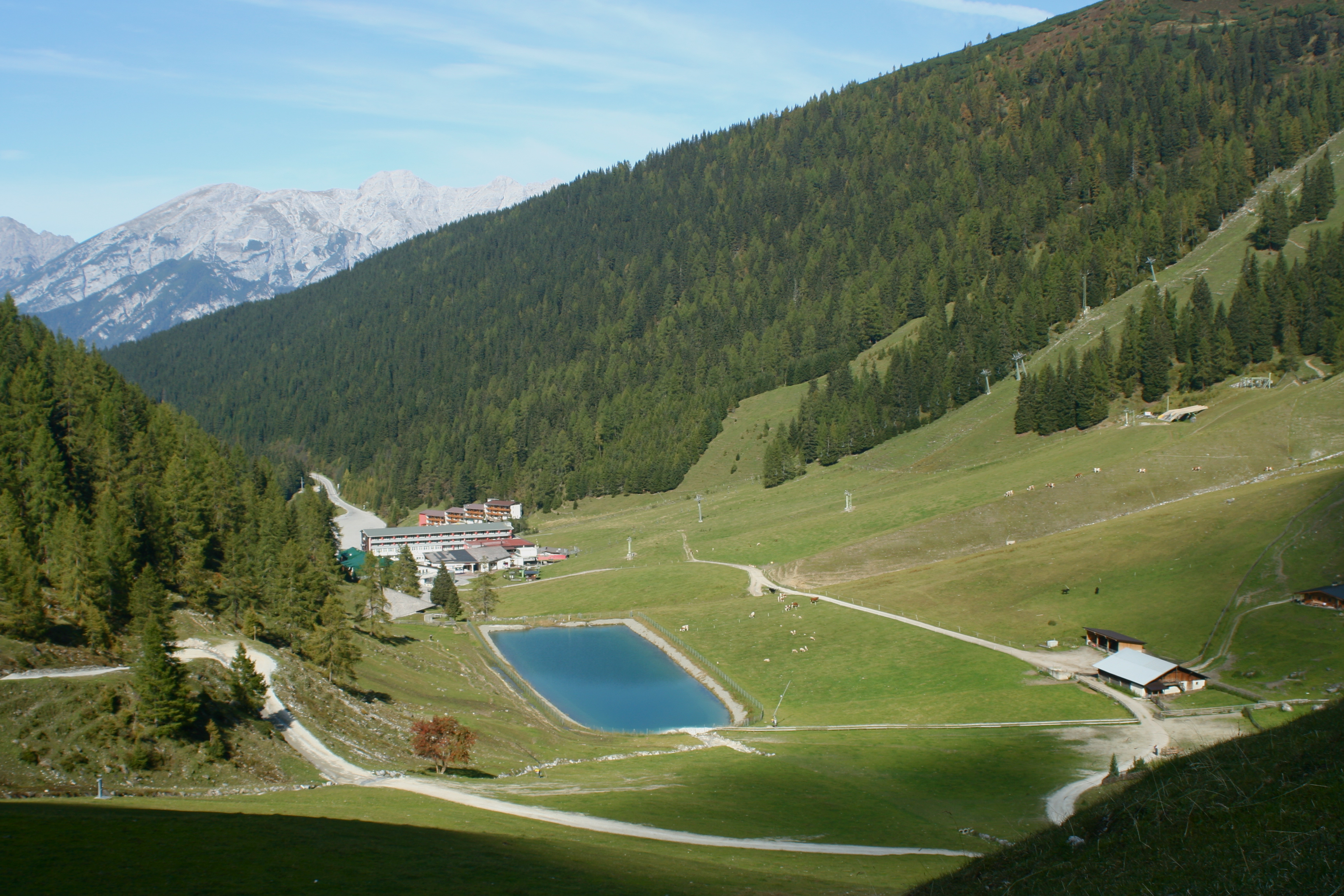
Speicherteich Axamer Lizum

Früher wurde die Wasserkraft des Axamer Baches für zahlreiche Mühlen, insbesondere zur Flachsverarbeitung, Schmieden und Sägewerke genutzt. Heute dient er einem Ausleitungskraftwerk mit Säge und zur Wasserentnahme für Bewässerung und Beschneiungsanlage in der Axamer Lizum.
Die Gemeinde Axams plant ein Kraftwerk, mit dem unter anderem die Lizum mit Strom versorgt werden soll. Die Bauarbeiten wurden im Jahr 2023 aufgenommen. Die Wasserfassung wird unterhalb des unteren Parkplatzes in der Axamer Lizum errichtet und als Tiroler Wehr ausgeführt. Das Kraftwerk mit einer Turbinennennleistung von 864 kW bei der Geschiebesperre in Knappen gebaut.

## Sport und Freizeit

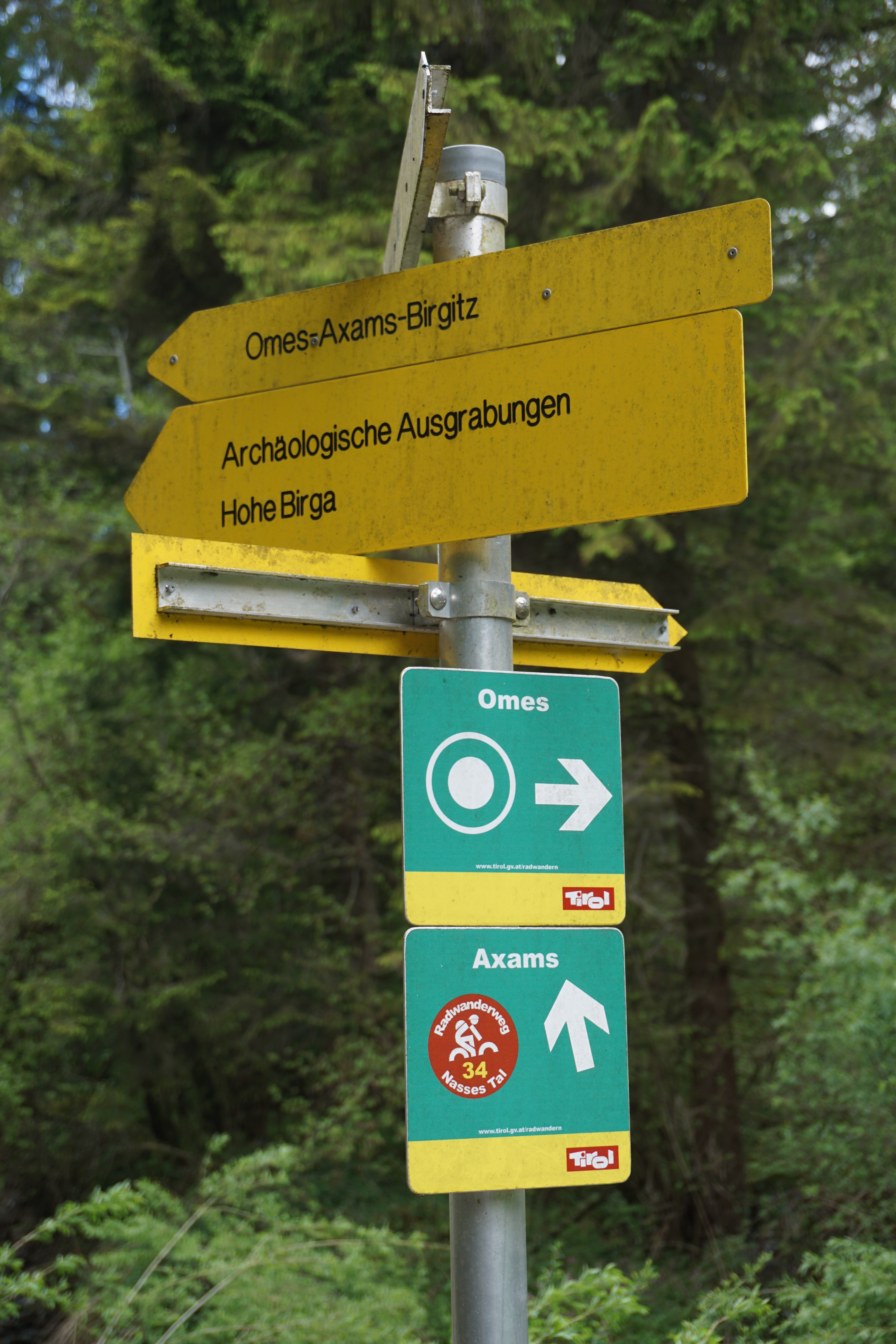
Wegweiser im Nassen Tal

Auf der gesamten Länge von der Axamer Lizum bis zur Innmündung verlaufen Straßen, Fußwege oder Forstwege in unmittelbarer Nähe des Axamer Bachs (ausgenommen vom Abschnitt nördliches Ortsende Axams – Eingang ins Nasse Tal bei Kristen). Dies ermöglicht eine Reihe von Freizeitaktivitäten. Von Völs nach Axams führt die ausgeschilderte Mountainbikeroute №34 des Landes Tirols. Durch das Axamer Tal besteht im Winter eine beleuchtete Rodelbahn. Durch Erwerb einer Fischereikarte dürfen am Axamer Bach Fische (Bachforelle, Saibling) mit einer Mindestgröße von 27 cm gefischt werden.